# Юль Варібоба
Юль Варібо́ба (алб. Jul Variboba, італ. Giulio Variboba) (* 1725 або 1730, село Мбузаті (алб. Mbuzati, італ. San Giorgio Albanese) біля Козенци, Італія, † 1788) — албанський поет.

## Біографія
Народився серед арберешів Калабрії, був священиком у рідному селі. Ще юнаком оголосив своєю нареченою Діву Марію й надів на палець статуї Мадонни обручку. Все своє подальше життя присвятив служінню їй та її оспівуванню.
1762 року видав у Римі поему чи, точніше, збірку віршів та релігійних поем «Життя святої Діви Марії» (алб. «Gjella e Shën Mërisë Virgjër»), загальним обсягом 4717 рядків. Частини цієї книги присвячені окремим моментам життя обраної автором героїні, але Варібоба довільно трактував євангельський текст і зобразив Діву Марію в побутовому середовищі албанського села в Калабрії.
У передмові, написаній вишуканою прозою, автор легко, навіть з гумором, розмовляє з Богородицею, ніби з доброю приятелькою. Він прохає її заступитися за нього, грішного, в годину смерті — в нагороду за присвячені їй пісні.
У «житійних» частинах поеми Варібоба оспівував її як звичайну селянку, що повиває свою дитину, співає їй колискові пісні, приймає невибагливі подарунки селян — калабрійських пастухів, що мають типові албанські імена чи прізвиська, приносять їй ягня, шматок сиру, пелюшки тощо, грають на народних інструментах. Дослідники вбачають у цих пасторальних образках вплив італійського образотворчого мистецтва, де за доби Відродження євангельскі сюжети теж часто зображувалися на звичайному для Італії селянському тлі. Ще одна риса, що поєднує твір Варібоби з італійським мистецтвом — трагічний психологізм у трактуванні теми матері, що страждає (оплакування Марією смерті сина).
В гімнах, що присвячені безпосередньо Марії, поет із захватом винаходить для неї все нові й нові імена, величає її «ніжним помаранчем», «світлом», «надією», своїм «першим коханням».
Поетична мова Варібоби наслідує зразкам албанської народної поезії, але включає багато італійської лексики. Поетичні форми та розміри, використані ним, свідчать про добре знання сучасної йому італійської поезії.